# Feria del Dulce Artesano, Peladillas y Turrones de Casinos
La Feria del dulce artesano, peladillas y turrones de Casinos es una feria anual que se celebra en la población valenciana de Casinos el último fin de semana de noviembre.
En ella se comercializan los productos típicos de la población, elaborados por los Maestros Artesanos tales como los rollitos de anís, pan de San Blas, galletas de cacao, empanadillas, tortas de aceite y sal, y por supuesto las peladillas y los turrones artesanos que se elaboran a la antigua usanza, utilizando ingredientes totalmente mediterráneos, naturales y de primera calidad. 
Los turrones de Nieve, Yema Tostada y de frutas son los más demandados y representativos, así como también se elaboran distintos más peculiares como los de sabores tropicales, dietéticos o de yogur, entre otros.
La variedad de peladillas también es muy amplia, pasando de las tradicionales hasta las de chocolate blanco o negro.
La oferta de la feria también dispone de vino, aceite, mistela, vino moscatel y naranjas.
Durante los días de feria se realizan distintas concentraciones de autocaravanas, coches clásicos, Harley Davidson así como recorridos por la población con el tren ferial, celebración de partidas de raspall y galotxa (ambas variedades de la tradicional pelota valenciana), conciertos y pasacalles.

## Historia de la feria y de la industria del dulce en Casinos
La población de Casinos (Valencia) desde 1886, es conocida por su elaboración artesanal. Desde que Manuel Jarrín instaló su vivienda en Casinos y la primera fábrica de peladillas hasta hoy, los habitantes de Casinos han ampliado a siete el número de casas de maestros artesanos que han seguido la tradición que en su día instauró Manuel Jarrín.
Dada la proximidad de este municipio con Valencia (solo dista 38 km.) y las buenas comunicaciones viarias, Casinos  poco a poco ha dado a conocer sus bondades y desde antiguo esta población es conocida como “El pueblo de las Peladillas”.
Fueron cinco fabricantes de Peladillas y dos Hornos los que en materia de dulce artesano tomaron las riendas de la Feria del Dulce Artesano, Peladillas y Turrones de Casinos, y la Cooperativa de Casinos con sus secciones de aceites y vinos completaron el recinto ferial en su primera edición del año 2000.
El primer y más conocido eslogan de la feria es “Casinos dulce como sus peladillas, sabroso como su turrón”.